# Monnai
Pour les articles homonymes, voir Monnaie (homonymie).
Monnai est une ancienne commune française, située dans le département de l'Orne en région Normandie, devenue le 1er janvier 2016 une commune déléguée au sein de la commune nouvelle de La Ferté-en-Ouche.
Elle est peuplée de 249 habitants.

## Géographie
| Le Sap | Saint-Germain-d'Aunay, Verneusses (Eure) | Verneusses (Eure)                 |
| Le Sap | Monnai                                   | Saint-Laurent-du-Tencement (Eure) |
| Heugon | Heugon                                   | Villers-en-Ouche                  |

### Hydrographie
La commune est traversée par la Guiel.

## Toponymie
Le nom de la localité est attesté sous la forme Moenai en 1050.

## Histoire
D'après la tradition, la chapelle Notre-Dame-du-Vallet aurait été bâtie après la découverte d'une statue ; elle fut reconstruite au XVIe siècle, puis en 1862. Ancienne paroisse de Ternant, citée en 1100, rattachée à Monnai. Ancienne chapelle de Notre-Dame de Montserrat.
Une famille de meuniers était originaire de Ternant : les Robillard. Au XVIIe siècle, Jean Robillard avait le moulin de Ternant ; son fils Charles a tenu le moulin de Saint-Quentin-des-Isles jusqu'à la Révolution.
Monnai et Ternant dépendaient de l'évêché de Lisieux. Après la Révolution, une partie du pays d'Ouche a été rattaché à l'Orne, en limite de l'Eure. En 1839, Monnai (524 habitants en 1836) absorbe Ternant (186 habitants),, au sud-est de son territoire.

## Politique et administration
| Période                                  | Période       | Identité       | Étiquette | Qualité                                                   |
| ---------------------------------------- | ------------- | -------------- | --------- | --------------------------------------------------------- |
| Les données manquantes sont à compléter. |               |                |           |                                                           |
| 1965                                     | juin 1988     | Bernard Fortin | Gaulliste | Agriculteur                                               |
| juin 1988                                | juin 1995     | Michel Lelong  |           |                                                           |
| juin 1995                                | décembre 2015 | Daniel Deuley  | SE        | Exploitant agricole Maire délégué de Monnai (2016 → 2020) |

Le conseil municipal était composé de onze membres dont le maire et ses adjoints.

## Démographie
En 2021, la commune comptait 249 habitants. Depuis 2004, les enquêtes de recensement dans les communes de moins de 10 000 habitants ont lieu tous les cinq ans (en 2006, 2011, 2016, etc. pour Monnai) et les chiffres de population municipale légale des autres années sont des estimations.
Monnai a compté jusqu'à 736 habitants en 1841, mais les deux communes de Monnai et de Ternant, fusionnées en 1839, totalisaient 808 habitants en 1806 (respectivement 627 et 181).
| 1793 | 1800 | 1806 | 1821 | 1836 | 1841 | 1846 | 1851 | 1856 |
| ---- | ---- | ---- | ---- | ---- | ---- | ---- | ---- | ---- |
| 610  | 577  | 627  | 592  | 524  | 736  | 703  | 598  | 611  |

| 1861 | 1866 | 1872 | 1876 | 1881 | 1886 | 1891 | 1896 | 1901 |
| ---- | ---- | ---- | ---- | ---- | ---- | ---- | ---- | ---- |
| 619  | 582  | 555  | 511  | 493  | 518  | 507  | 462  | 472  |

| 1906 | 1911 | 1921 | 1926 | 1931 | 1936 | 1946 | 1954 | 1962 |
| ---- | ---- | ---- | ---- | ---- | ---- | ---- | ---- | ---- |
| 461  | 424  | 380  | 348  | 361  | 313  | 356  | 332  | 319  |

| 1968 | 1975 | 1982 | 1990 | 1999 | 2006 | 2011 | 2016 | 2020 |
| ---- | ---- | ---- | ---- | ---- | ---- | ---- | ---- | ---- |
| 324  | 269  | 197  | 227  | 222  | 221  | 233  | 241  | 253  |

## Lieux et monuments
- Le château (XVe-XIXe).
- Église Saint-Sauveur (XIXe). Elle abrite une statue du XVe siècle (Christ juge) classée à titre d'objet aux Monuments historiques[14].
- Chapelle (ancienne église paroissiale) de Ternant.
- Chapelle Notre-Dame du Vallet (XIXe).

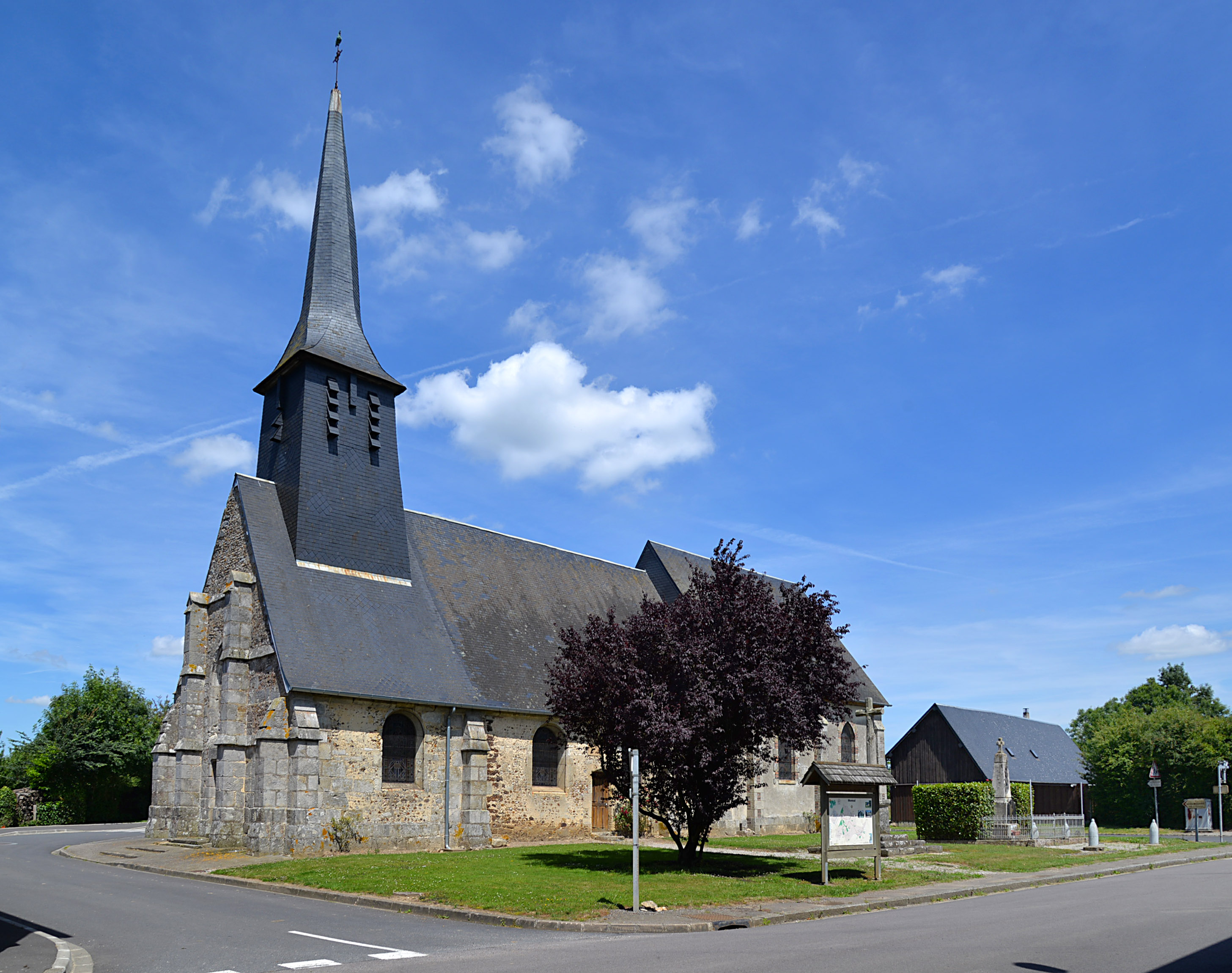
L'église Saint-Sauveur.
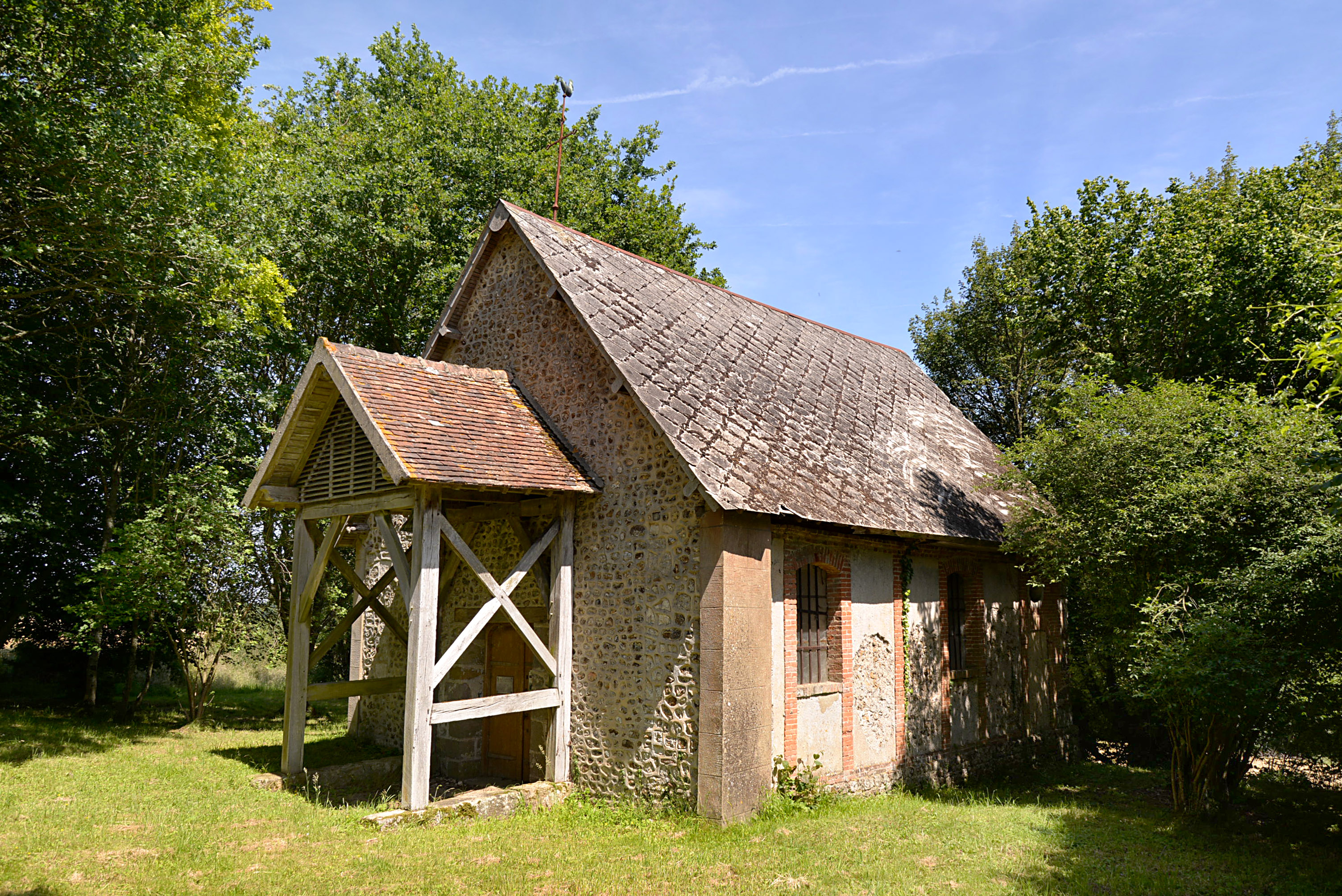
La chapelle Notre-Dame de Ternant.
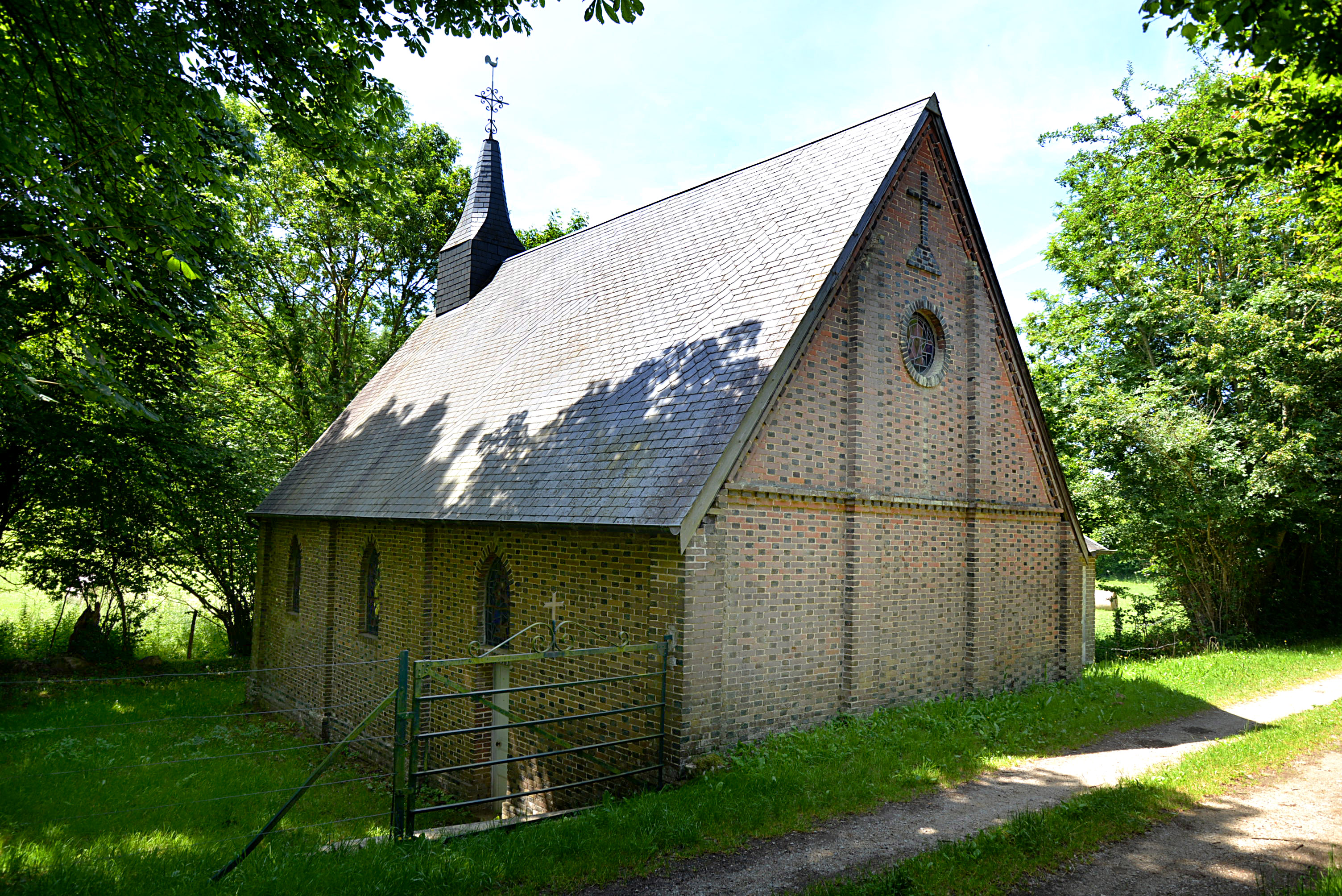
La chapelle Notre-Dame du Vallet.

## Activité et manifestations
À la mi-juillet, s'y déroule un festival international d'échanges interculturels, le Carrefour des Cultures.

## Personnalités liées à la commune
- Émile Bouhours (1870 à Monnai - 1953), coureur cycliste, vainqueur de Paris-Roubaix.